# Wer nur den lieben Gott läßt walten (Neumark)

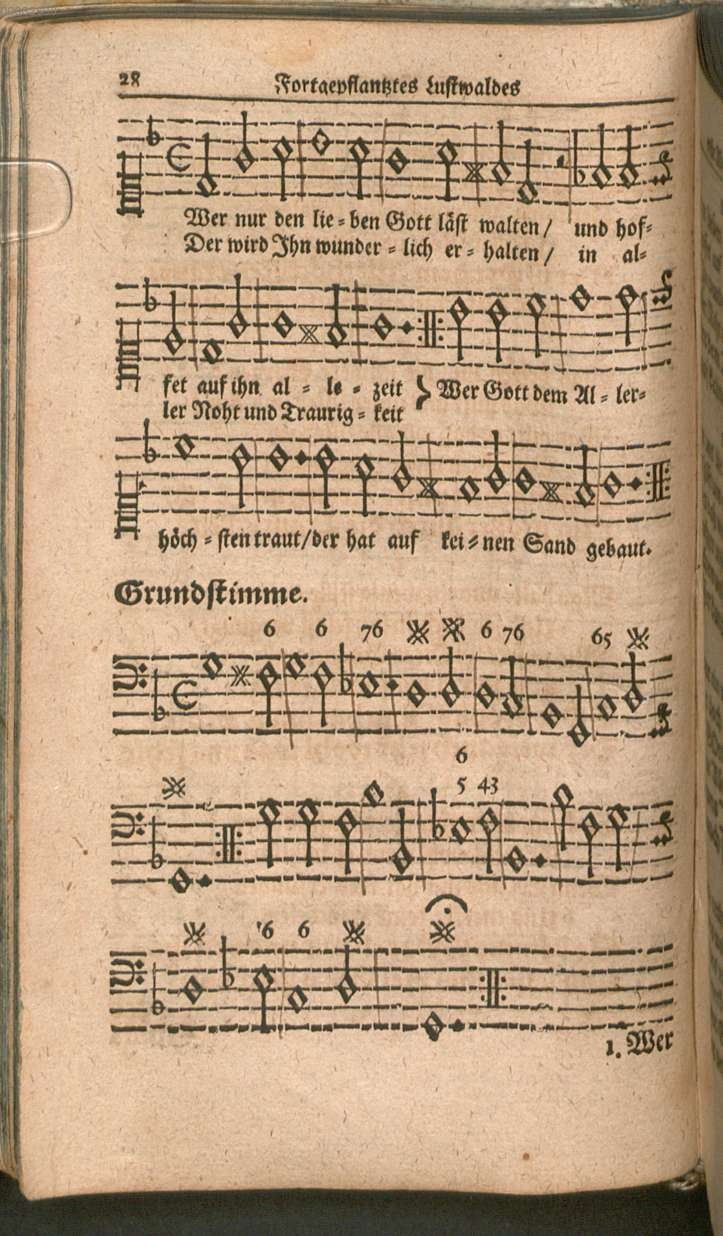
Melodie en tekst van de eerste strofe in Georg Neumarks oorspronkelijke versie uit 1657

Wer nur den lieben Gott läßt walten ("Wie de lieve God laat heersen") is een kerklied waarvan de tekst en melodie rond het jaar 1641 door Georg Neumark werd geschreven en gecomponeerd. Het lied omvat zeven strofen en heeft godsvertrouwen als onderwerp. De auteur zelf heeft het als troostlied aangemerkt. Het verscheen voor het eerst in Neumarks Fortgepflantzer musikalisch-poetischer Lustwald (Jena, 1657).
Het lied werd bewerkt door andere componisten, waaronder Johann Sebastian Bach.

## Tekst en melodie
In de loop van de tijd zijn meer dan twintig melodieën bij de tekst ontstaan, die echter niet de populariteit van de originele melodie benaderen. De melodie werd aan veel andere liederen toegevoegd.
Tekst en vertaling van Georg Neumarks oorspronkelijke versie uit 1657: 
| 1. Wer nur den lieben Gott läst walten Und hoffet auf Ihn allezeit Der wird Ihn wunderlich erhalten[3] In aller Noht und Traurigkeit. Wer Gott dem Allerhöchsten traut Der hat auf keinen Sand gebaut.            | Wie de lieve God laat heersen En zich altijd op Hem verlaat Die zal hem wonderbaar behouden In grote nood en verdriet, Wie God de Allerhoogste vertrouwt Die heeft niet op zand gebouwd.                                     |
| 2. Was helfen uns die schweren Sorgen? Was hilft uns unser Weh und Ach? Was hilft es daß wir alle Morgen Beseuftzen unser Ungemach? Wir machen unser Kreutz und Leid Nur größer durch die Traurigkeit.            | Wat helpen ons grote zorgen? Wat helpt ons Ach en Wee? Wat helpt het dat wij iedere morgen Ons verdriet verzuchten? Wij maken ons kruis en leed Alleen groter door onze treurigheid.                                         |
| 3. Man halte nur ein wenig stille Und sey doch in sich selbst vergnügt Wie unsres Gottes Gnadenwille Wie sein’ Allwissenheit es fügt Gott der uns Ihm hat auserwehlt Der weis auch sehr wohl was uns fehlt.       | Men houdt zich maar een beetje stil En is toch in zichzelf tevreden Zoals onze God zijn genade Zoals zijn alwetendheid zich voegt God die ons heeft uitverkoren Weet ook zeer wel wat ons mankeert.                          |
| 4. Er kennt die rechte Freudenstunden Er weis wohl wenn es nützlich sey Wenn Er uns nur hat treu erfunden Und merket keine Heucheley. So kömmt Gott eh wir uns versehn Und lesset uns viel Guts geschehn.         | Hij kent de echte vriendentijd Hij weet wanneer het nuttig is Wanneer hij ons trouw heeft uitgedacht En kent geen huichelarij Zo komt God al voor we het voorzien En laat ons veel goeds overkomen.                          |
| 5. Denk nicht in deiner Drangsalshitze Daß du von Gott verlassen seyst Und daß Gott der im Schoße sitze Der sich mit stetem Glükke speist. Die Folgezeit verändert viel Und setzet Jeglichem sein Ziel.           | Denk niet in je benauwenis Dat je van God verlaten bent Want dat God die in het midden zit Die met voortdurend geluk voedt. De nieuwe tijd brengt heling En maakt dat tot zijn doel.                                         |
| 6. Es sind ja Gott sehr schlechte Sachen Und ist dem Höchsten alles gleich Den Reichen klein und arm zu machen Den Armen aber groß und reich. Gott ist der rechte Wundermann Der bald erhöhn / bald stürtzen kan. | Het zijn voor God maar gewone dingen En het is de Hoogste allemaal vanzelfsprekend De rijken klein en arm te maken En de armen groot en rijk. God is de man die echte wonderen doet Die opeens verhogen/opeens verlagen kan. |
| 7. Sing / bet / und geh auf Gottes Wegen Verricht das Deine nur getreu Und trau des Himmels reichem Segen So wird Er bey dir werden neu. Denn Welcher seine Zuversicht Auf Gott setzt / den verläst Er nicht.     | Zing, bid/ en ga op Gods wegen Doe het jouwe getrouw En vertrouw op ’s Heren zegen Zo wordt hij steeds nieuw Want wie God zijn doel is Die verlaat hij niet.                                                                 |